# Substance active (biocide)
Pour les articles homonymes, voir Substance active.
 (mai 2025).
Si vous disposez d'ouvrages ou d'articles de référence ou si vous connaissez des sites web de qualité traitant du thème abordé ici, merci de compléter l'article en donnant les références utiles à sa vérifiabilité et en les liant à la section « Notes et références ».
Les substances actives d'un produit phytopharmaceutique sont définies par la directive 91/414/CEE du 15 juillet 1991, comme « les substances ou micro-organismes, y compris les virus, exerçant une action générale ou spécifique sur les organismes nuisibles ou sur les végétaux, parties de végétaux ou produits végétaux. »[réf. souhaitée]

## Adjuvants
La matière ou substance, ou molécule active ne peut généralement pas pénétrer facilement à l'intérieur des cellules qu'elles doivent tuer. Elle est pour cette raison généralement accompagnée (dans une « formulation ») d'un surfactant et d'additifs destinés à la stabiliser, et/ou à favoriser sa pénétration dans l'organisme-cible.
La toxicité environnementale d'un pesticide peut être due aux additifs ou à un surfactant, plus qu'à la molécule active.
La toxicologie et l'écotoxicologie s'intéressent donc autant au devenir des substances actives, qu'à l'activité potentielle ou avérée de leurs molécules de dégradation et/ou de leurs métabolites, ainsi que de celles de leurs additifs.

## Mise sur le marché
Dans l'Union européenne, aux États-Unis et dans la plupart des pays disposant d'une législation environnementale avancée, ces produits doivent faite l'objet d'une autorisation de mise sur le marché, qui n'est délivrée qu'à certaines conditions, pour certaines formulations, et pour des usages spécifiques (chaque formulation de pesticide est « homologuée » pour certains usages).